# Spata
Spata (in greco Σπάτα?; in albanese arvanitica: Shpat) è un ex comune della Grecia nella periferia dell'Attica (unità periferica dell'Attica Orientale) con 10 419 abitanti secondo i dati del censimento 2001.
È stato soppresso a seguito della riforma amministrativa, detta Programma Callicrate, in vigore dal gennaio 2011 ed è ora compreso nel comune di Spata-Artemida.
A Spata ha sede l'aeroporto internazionale di Atene e il Giardino zoologico Attica. Spata appartiene alla storica comunità albanese della Grecia, dove albanese (per i grecofoni l'arvanitas) viene ancora parlato.